# Schwimmweltmeisterschaften 1998
| Medaillenspiegel Endstand nach 53 Entscheidungen | Medaillenspiegel Endstand nach 53 Entscheidungen | Medaillenspiegel Endstand nach 53 Entscheidungen | Medaillenspiegel Endstand nach 53 Entscheidungen | Medaillenspiegel Endstand nach 53 Entscheidungen | Medaillenspiegel Endstand nach 53 Entscheidungen |
| Pl.                                              | Land                                             | G                                                | S                                                | B                                                | Gesamt                                           |
| ------------------------------------------------ | ------------------------------------------------ | ------------------------------------------------ | ------------------------------------------------ | ------------------------------------------------ | ------------------------------------------------ |
| 1                                                | USA                                              | 17                                               | 6                                                | 9                                                | 32                                               |
| 2                                                | Russland                                         | 11                                               | 3                                                | 3                                                | 17                                               |
| 3                                                | Australien                                       | 7                                                | 8                                                | 10                                               | 25                                               |
| 4                                                | VR China                                         | 6                                                | 8                                                | 4                                                | 18                                               |
| 5                                                | Ukraine                                          | 3                                                | 1                                                | –                                                | 4                                                |
| 6                                                | Italien                                          | 2                                                | 2                                                | 2                                                | 6                                                |
| 7                                                | Deutschland                                      | 1                                                | 7                                                | 6                                                | 14                                               |
| 8                                                | Niederlande                                      | 1                                                | 4                                                | 3                                                | 8                                                |
| 9                                                | Frankreich                                       | 1                                                | 4                                                | 1                                                | 6                                                |
| 10                                               | Ungarn                                           | 1                                                | 1                                                | 2                                                | 4                                                |
| 11                                               | Spanien                                          | 1                                                | 1                                                | –                                                | 2                                                |
| 12                                               | Belgien                                          | 1                                                | –                                                | –                                                | 1                                                |
| 12                                               | Costa Rica                                       | 1                                                | –                                                | –                                                | 1                                                |
| 14                                               | Japan                                            | –                                                | 4                                                | 4                                                | 8                                                |
| 15                                               | Slowakei                                         | –                                                | 2                                                | 1                                                | 3                                                |
| 16                                               | Kanada                                           | –                                                | 1                                                | 3                                                | 4                                                |
| 17                                               | Schweden                                         | –                                                | 1                                                | 1                                                | 2                                                |
| 18                                               | Vereinigtes Königreich                           | –                                                | –                                                | 2                                                | 2                                                |
| 19                                               | Argentinien                                      | –                                                | –                                                | 1                                                | 1                                                |
| 19                                               | BR Jugoslawien                                   | –                                                | –                                                | 1                                                | 1                                                |
| 19                                               | Puerto Rico                                      | –                                                | –                                                | 1                                                | 1                                                |
| Gesamt                                           | Gesamt                                           | 53                                               | 53                                               | 54                                               | 160                                              |

Die 8. Schwimmweltmeisterschaften fanden vom 8. bis 17. Januar 1998 im Freiluftbecken von Perth statt und wurden vom Weltschwimmverband, der FINA veranstaltet.
Gleich zu Beginn der Weltmeisterschaften überschattete ein Doping-Skandal die Wettkämpfe. Bei einigen Mitgliedern der chinesischen Nationalmannschaft wurde bei der Ankunft am Flughafen von Perth illegale leistungssteigernde Substanzen gefunden und sofort wieder nach Hause geschickt.
Erfolgreichster männlicher Schwimmer war der Australier Michael Klim, der über 200 Meter Freistil, 100 Meter Schmetterling, mit der 4-mal-200-Meter-Freistil- und der 4-mal-100-Meter-Lagenstaffel für sich entscheiden konnte und damit insgesamt vier Goldmedaillen, zwei Silbermedaillen über die 100 Meter Freistil und der 4-mal-100-Meter-Freistilstaffel und eine Bronzemedaille über 50 Meter Freistil gewinnen konnte.
Erfolgreichste Schwimmerin war die US-Amerikanerin Jenny Thompson. Sie wurde viermal Weltmeisterin und gewann insgesamt fünf Medaillen.
Ian Thorpe wurde der jüngste Weltmeister, als er mit 15 Jahren und drei Monaten die 400 Meter Freistil gewann.
121 Nationen der FINA mit 1371 nahmen an diesen Weltmeisterschaften teil.

## Schwimmen Männer

### Freistil

#### 50 m Freistil
| Platz | Land        | Athlet           | Zeit     |
| ----- | ----------- | ---------------- | -------- |
| 1     | USA         | Bill Pilczuk     | 00:22,29 |
| 2     | Russland    | Alexander Popow  | 00:22,43 |
| 3     | Puerto Rico | Ricardo Busquets | 00:22,47 |
| 3     | Australien  | Michael Klim     | 00:22,47 |

#### 100 m Freistil
| Platz | Land       | Athlet          | Zeit     |
| ----- | ---------- | --------------- | -------- |
| 1     | Russland   | Alexander Popow | 00:48,93 |
| 2     | Australien | Michael Klim    | 00:49,20 |
| 3     | Schweden   | Lars Frölander  | 00:49,53 |

#### 200 m Freistil
| Platz | Land        | Athlet                    | Zeit     |
| ----- | ----------- | ------------------------- | -------- |
| 1     | Australien  | Michael Klim              | 01:47,41 |
| 2     | Italien     | Massimiliano Rosolino     | 01:48,30 |
| 3     | Niederlande | Pieter van den Hoogenband | 01:48,65 |

#### 400 m Freistil
| Platz | Land            | Athlet        | Zeit     |
| ----- | --------------- | ------------- | -------- |
| 1     | Australien      | Ian Thorpe    | 03:46,29 |
| 2     | Australien      | Grant Hackett | 03:46,44 |
| 3     | Verein. Königr. | Paul Palmer   | 03:48,02 |

#### 1500 m Freistil
| Platz | Land       | Athlet             | Zeit     |
| ----- | ---------- | ------------------ | -------- |
| 1     | Australien | Grant Hackett      | 14:51,70 |
| 2     | Italien    | Emiliano Brembilla | 15:00,59 |
| 3     | Australien | Daniel Kowalski    | 15:03,94 |

### Schmetterling

#### 100 m Schmetterling
| Platz | Land       | Athlet         | Zeit     |
| ----- | ---------- | -------------- | -------- |
| 1     | Australien | Michael Klim   | 00:52,25 |
| 2     | Schweden   | Lars Frölander | 00:52,79 |
| 3     | Australien | Geoff Huegill  | 00:52,90 |

#### 200 m Schmetterling
| Platz | Land       | Athlet          | Zeit     |
| ----- | ---------- | --------------- | -------- |
| 1     | Ukraine    | Denys Sylantjew | 01:56,61 |
| 2     | Frankreich | Franck Esposito | 01:56,77 |
| 3     | USA        | Tom Malchow     | 01:57,26 |

### Rücken

#### 100 m Rücken
| Platz | Land        | Athlet            | Zeit     |
| ----- | ----------- | ----------------- | -------- |
| 1     | USA         | Lenny Krayzelburg | 00:55,00 |
| 2     | Kanada      | Mark Versfeld     | 00:55,17 |
| 3     | Deutschland | Stev Theloke      | 00:55,20 |

#### 200 m Rücken
| Platz | Land        | Athlet            | Zeit     |
| ----- | ----------- | ----------------- | -------- |
| 1     | USA         | Lenny Krayzelburg | 01:58,84 |
| 2     | Deutschland | Ralf Braun        | 01:59,23 |
| 3     | Kanada      | Mark Versfeld     | 01:59,39 |

### Brust

#### 100 m Brust
| Platz | Land                | Athlet                 | Zeit     |
| ----- | ------------------- | ---------------------- | -------- |
| 1     | Belgien             | Frederik Deburghgraeve | 01:01,34 |
| 2     | Volksrepublik China | Zeng Qiliang           | 01:01,76 |
| 3     | USA                 | Kurt Grote             | 01:01,93 |

#### 200 m Brust
| Platz | Land       | Athlet                 | Zeit     |
| ----- | ---------- | ---------------------- | -------- |
| 1     | USA        | Kurt Grote             | 02:13,40 |
| 2     | Frankreich | Jean-Christophe Sarnin | 02:13,42 |
| 3     | Ungarn     | Norbert Rózsa          | 02:13,59 |

### Lagen

#### 200 m Lagen
| Platz | Land        | Athlet          | Zeit     |
| ----- | ----------- | --------------- | -------- |
| 1     | Niederlande | Marcel Wouda    | 02:01,18 |
| 2     | Frankreich  | Xavier Marchand | 02:01,66 |
| 3     | USA         | Ron Karnaugh    | 02:01,89 |

#### 400 m Lagen
| Platz | Land        | Athlet       | Zeit     |
| ----- | ----------- | ------------ | -------- |
| 1     | USA         | Tom Dolan    | 04:14,95 |
| 2     | Niederlande | Marcel Wouda | 04:15,53 |
| 3     | Kanada      | Curtis Myden | 04:16,45 |

### Staffel

#### Staffel 4 × 100 m Freistil
| Platz | Land       | Athleten                                                               | Zeit     |
| ----- | ---------- | ---------------------------------------------------------------------- | -------- |
| 1     | USA        | - Scott Tucker - Neil Walker - Jon Olsen - Gary Hall junior            | 03:16,69 |
| 2     | Australien | - Michael Klim - Adam Pine - Richard Upton - Chris Fydler              | 03:16,97 |
| 3     | Russland   | - Alexander Popow - Roman Jegorow - Wladislaw Kulikow - Denis Pimankow | 03:18,45 |

#### Staffel 4 × 200 m Freistil
| Platz | Land            | Athleten                                                                            | Zeit     |
| ----- | --------------- | ----------------------------------------------------------------------------------- | -------- |
| 1     | Australien      | - Michael Klim - Grant Hackett - Ian Thorpe - Daniel Kowalski                       | 07:12,48 |
| 2     | Niederlande     | - Pieter van den Hoogenband - Mark van der Zijden - Martijn Zuijdweg - Marcel Wouda | 07:16,77 |
| 3     | Verein. Königr. | - Paul Palmer - Gavin Meadows - Andrew Clayton - James Salter                       | 07:17,33 |

#### Staffel 4 × 100 m Lagen
| Platz | Land       | Athleten                                                          | Zeit     |
| ----- | ---------- | ----------------------------------------------------------------- | -------- |
| 1     | Australien | - Matt Welsh - Philip Rogers - Michael Klim - Chris Fydler        | 03:37,98 |
| 2     | USA        | - Lenny Krayzelburg - Kurt Grote - Neil Walker - Gary Hall junior | 03:38,56 |
| 3     | Ungarn     | - Attila Czene - Norbert Rózsa - Péter Horváth - Attila Zubor     | 03:39,53 |

### Freiwasserschwimmen

#### 5 Kilometer
| Platz | Land       | Athlet         | Zeit        |
| ----- | ---------- | -------------- | ----------- |
| 1     | Russland   | Alexei Akatjew | 00:55:18,00 |
| 2     | Australien | Ky Hurst       | 00:55:24,00 |
| 3     | Italien    | Luca Baldini   | 00:55:37,00 |

#### 25 Kilometer
| Platz | Land        | Athlet           | Zeit        |
| ----- | ----------- | ---------------- | ----------- |
| 1     | Russland    | Alexei Akatjew   | 05:42:00,00 |
| 2     | Spanien     | David Meca       | 05:07:22,00 |
| 3     | Argentinien | Gabriel Chaillou | 05:07:52,00 |

## Schwimmen Frauen

### Freistil

#### 50 m Freistil
| Platz | Land                | Athlet        | Zeit     |
| ----- | ------------------- | ------------- | -------- |
| 1     | USA                 | Amy Van Dyken | 00:25,15 |
| 2     | Deutschland         | Sandra Völker | 00:25,32 |
| 3     | Volksrepublik China | Shan Ying     | 00:25,36 |

#### 100 m Freistil
| Platz | Land                | Athlet            | Zeit     |
| ----- | ------------------- | ----------------- | -------- |
| 1     | USA                 | Jenny Thompson    | 00:54,95 |
| 2     | Slowakei            | Martina Moravcová | 00:55,09 |
| 3     | Volksrepublik China | Shan Ying         | 00:55,10 |

#### 200 m Freistil
| Platz | Land       | Athlet            | Zeit     |
| ----- | ---------- | ----------------- | -------- |
| 1     | Costa Rica | Claudia Poll      | 01:58,90 |
| 2     | Slowakei   | Martina Moravcová | 01:59,61 |
| 3     | Australien | Julia Greville    | 01:59,92 |

#### 400 m Freistil
| Platz | Land                | Athlet         | Zeit     |
| ----- | ------------------- | -------------- | -------- |
| 1     | Volksrepublik China | Chen Yan       | 04:06,72 |
| 2     | USA                 | Brooke Bennett | 04:07,07 |
| 3     | Deutschland         | Dagmar Hase    | 04:08,82 |

#### 800 m Freistil
| Platz | Land        | Athlet            | Zeit     |
| ----- | ----------- | ----------------- | -------- |
| 1     | USA         | Brooke Bennett    | 08:28,71 |
| 2     | USA         | Diana Munz        | 08:29,97 |
| 3     | Niederlande | Kirsten Vlieghuis | 08:32,34 |

### Schmetterling

#### 100 m Schmetterling
| Platz | Land       | Athlet         | Zeit     |
| ----- | ---------- | -------------- | -------- |
| 1     | USA        | Jenny Thompson | 00:58,46 |
| 2     | Japan      | Ayari Aoyama   | 00:58,79 |
| 3     | Australien | Petria Thomas  | 00:58,97 |

#### 200 m Schmetterling
| Platz | Land       | Athlet        | Zeit     |
| ----- | ---------- | ------------- | -------- |
| 1     | Australien | Susie O’Neill | 02:07,93 |
| 2     | Australien | Petria Thomas | 02:09,08 |
| 3     | USA        | Misty Hyman   | 02:09,98 |

### Rücken

#### 100 m Rücken
| Platz | Land        | Athlet        | Zeit     |
| ----- | ----------- | ------------- | -------- |
| 1     | USA         | Lea Maurer    | 01:01,16 |
| 2     | Japan       | Mai Nakamura  | 01:01,28 |
| 3     | Deutschland | Sandra Völker | 01:01,47 |

#### 200 m Rücken
| Platz | Land        | Athlet             | Zeit     |
| ----- | ----------- | ------------------ | -------- |
| 1     | Frankreich  | Roxana Maracineanu | 02:11,26 |
| 2     | Deutschland | Dagmar Hase        | 02:11,45 |
| 3     | Japan       | Mai Nakamura       | 02:12,22 |

### Brust

#### 100 m Brust
| Platz | Land       | Athlet            | Zeit     |
| ----- | ---------- | ----------------- | -------- |
| 1     | USA        | Kristy Kowal      | 01:08,42 |
| 2     | Australien | Helen Denman      | 01:08,51 |
| 3     | Kanada     | Lauren Van Oosten | 01:08,66 |

#### 200 m Brust
| Platz | Land   | Athlet       | Zeit     |
| ----- | ------ | ------------ | -------- |
| 1     | Ungarn | Ágnes Kovács | 02:25,45 |
| 2     | USA    | Kristy Kowal | 02:26,19 |
| 3     | USA    | Jenna Street | 02:26,50 |

### Lagen

#### 200 m Lagen
| Platz | Land                | Athlet            | Zeit     |
| ----- | ------------------- | ----------------- | -------- |
| 1     | Volksrepublik China | Wu Yanyan         | 02:10,88 |
| 2     | Volksrepublik China | Chen Yan          | 02:13,66 |
| 3     | Slowakei            | Martina Moravcová | 02:14,26 |

#### 400 m Lagen
| Platz | Land                | Athlet           | Zeit     |
| ----- | ------------------- | ---------------- | -------- |
| 1     | Volksrepublik China | Chen Yan         | 04:36,66 |
| 2     | Ukraine             | Jana Klotschkowa | 04:38,60 |
| 3     | Japan               | Yasuko Tajima    | 04:39,45 |

### Staffel

#### Staffel 4 × 100 m Freistil
| Platz | Land        | Athleten                                                                 | Zeit     |
| ----- | ----------- | ------------------------------------------------------------------------ | -------- |
| 1     | USA         | - Lindsey Farella - Amy Van Dyken - Barbara Bedford - Jenny Thompson     | 03:42,11 |
| 2     | Deutschland | - Sandra Völker - Franziska van Almsick - Simone Osygus - Katrin Meißner | 03:43,11 |
| 3     | Australien  | - Sarah Ryan - Rebecca Creedy - Susie O’Neill - Angela Kennedy           | 03:43,71 |

#### Staffel 4 × 200 m Freistil
| Platz | Land        | Athleten                                                                | Zeit     |
| ----- | ----------- | ----------------------------------------------------------------------- | -------- |
| 1     | Deutschland | - Franziska van Almsick - Dagmar Hase - Silvia Szalai - Kerstin Kielgaß | 08:01,46 |
| 2     | USA         | - Cristina Teuscher - Lindsay Benko - Brooke Bennett - Jenny Thompson   | 08:02,88 |
| 3     | Australien  | - Julia Greville - Anna Windsor - Susie O’Neill - Petria Thomas         | 08:04,19 |

#### Staffel 4 × 100 m Lagen
| Platz | Land       | Athleten                                                        | Zeit     |
| ----- | ---------- | --------------------------------------------------------------- | -------- |
| 1     | USA        | - Lea Maurer - Kristy Kowal - Jenny Thompson - Amy Van Dyken    | 04:01,93 |
| 2     | Australien | - Meredith Smith - Helen Denman - Petria Thomas - Susie O’Neill | 04:05,12 |
| 3     | Japan      | - Mai Nakamura - Masami Tanaka - Ayari Aoyama - Sumika Minamoto | 04:06,27 |

### Freiwasserschwimmen

#### 5 Kilometer
| Platz | Land        | Athlet         | Zeit        |
| ----- | ----------- | -------------- | ----------- |
| 1     | USA         | Erica Rose     | 00:59:23,00 |
| 2     | Niederlande | Edith van Dijk | 01:00:58,00 |
| 3     | Deutschland | Peggy Büchse   | 01:01:05,00 |

#### 25 Kilometer
| Platz | Land        | Athlet         | Zeit        |
| ----- | ----------- | -------------- | ----------- |
| 1     | USA         | Tobie Smith    | 05:31:20,00 |
| 2     | Deutschland | Peggy Büchse   | 05:32:19,00 |
| 3     | Niederlande | Edith van Dijk | 05:38:06,00 |

## Synchronschwimmen

### Solo
| Platz | Land | Athletin        |
| ----- | ---- | --------------- |
| 1     | RUS  | Olga Sedakowa   |
| 2     | FRA  | Virginie Dedieu |
| 3     | JPN  | Miya Tachibana  |

### Duett
| Platz | Land | Athletinnen                   |
| ----- | ---- | ----------------------------- |
| 1     | RUS  | Olga Sedakowa Olga Brusnikina |
| 2     | JPN  | Miya Tachibana Miho Takeda    |
| 3     | FRA  | Virginie Dedieu Myriam Lignot |

### Team
| Platz | Land | Athletinnen |
| ----- | ---- | --- |
| 1     | RUS  | Olga Sedakowa Olga Brusnikina Maria Kisseljowa Jelena Asarowa Anna Jouriaewa Olga Nowokschtschenowa Olga Medwedewa Alexandra Wassina Anna Maslowa Jelena Baranzewa |
| 2     | JPN  | Raika Fujii Yōko Isoda Rei Jimbo Miya Tachibana Miho Takeda Miho Kawabe Mika Kawabe Akiko Miyazaki Riho Nakajima Yūko Yoneda                                       |
| 3     | USA  | Carrie Barton Kara Duncan Bridget Finn Tracie Gayeski Rebecca Jasontek Tina Kasid Kristina Lum Emily Marsh Elicia Marshall Kim Wurzel                              |

## Wasserspringen Männer

### 1-Meter-Brett
| Platz | Land                | Athlet          | Punkte |
| ----- | ------------------- | --------------- | ------ |
| 1     | Volksrepublik China | Yu Zhuocheng    | 417,54 |
| 2     | Vereinigte Staaten  | Troy Dumais     | 415,74 |
| 3     | Deutschland         | Holger Schlepps | 398,31 |

### 3-Meter-Brett
| Platz | Land                | Athlet           | Punkte |
| ----- | ------------------- | ---------------- | ------ |
| 1     | Russland            | Dmitri Sautin    | 746,79 |
| 2     | Volksrepublik China | Yilin Zhou       | 694,92 |
| 3     | Russland            | Vassili Lisovski | 651,60 |

### 10-Meter-Plattform
| Platz | Land                | Athlet        | Punkte |
| ----- | ------------------- | ------------- | ------ |
| 1     | Russland            | Dmitri Sautin | 750,90 |
| 2     | Volksrepublik China | Tian Liang    | 699,30 |
| 3     | Deutschland         | Jan Hempel    | 624,15 |

### 3-Meter-Synchron
| Platz | Land                | Athlet                          | Punkte |
| ----- | ------------------- | ------------------------------- | ------ |
| 1     | Volksrepublik China | Hao Xu Yu Zhuocheng             | 313,50 |
| 2     | Deutschland         | Alexander Mesch Holger Schlepps | 308,28 |
| 3     | Australien          | Dean Pullar Shannon Roy         | 305,16 |

### 10-Meter-Synchron
| Platz | Land                | Athlet                            | Punkte |
| ----- | ------------------- | --------------------------------- | ------ |
| 1     | Volksrepublik China | Tian Liang Sun Shuwei             | 326,34 |
| 2     | Deutschland         | Jan Hempel Michael Kühne          | 308,01 |
| 3     | Russland            | Igor Lukaschin Alexander Warlamow | 305,16 |

## Wasserspringen Frauen

### 1-Meter-Brett
| Platz | Land                | Athlet        | Punkte |
| ----- | ------------------- | ------------- | ------ |
| 1     | Russland            | Irina Laschko | 296,07 |
| 2     | Russland            | Wera Iljina   | 288,06 |
| 3     | Volksrepublik China | Zhang Jing    | 260,31 |

### 3-Meter-Brett
| Platz | Land                | Athlet            | Punkte |
| ----- | ------------------- | ----------------- | ------ |
| 1     | Russland            | Julija Pachalina  | 544,62 |
| 2     | Volksrepublik China | Jingjing Guo      | 518,76 |
| 3     | Australien          | Chantelle Michell | 515,07 |

### 10-Meter-Plattform
| Platz | Land                | Athlet         | Punkte |
| ----- | ------------------- | -------------- | ------ |
| 1     | Ukraine             | Olena Schupina | 550,41 |
| 2     | Volksrepublik China | Yuyan Cai      | 536,25 |
| 3     | Volksrepublik China | Li Chen        | 519,45 |

### 3-Meter-Synchron
| Platz | Land                | Athlet                         | Punkte |
| ----- | ------------------- | ------------------------------ | ------ |
| 1     | Russland            | Irina Laschko Julija Pachalina | 282,30 |
| 2     | Volksrepublik China | Lang Rao Rongjuan Li           | 276,18 |
| 3     | Vereinigte Staaten  | Tracy Bonner Kathy Pesek       | 263,91 |

### 10-Meter-Synchron
| Platz | Land                | Athlet                          | Punkte |
| ----- | ------------------- | ------------------------------- | ------ |
| 1     | Ukraine             | Olena Schupina Switlana Serbina | 278,28 |
| 2     | Volksrepublik China | Yuyan Cai Li Chen               | 276,54 |
| 3     | Vereinigte Staaten  | Kristin Link Lindsay Long       | 265,47 |

## Wasserball

### Männer
| Platz | Land           |
| ----- | -------------- |
| 1     | Spanien        |
| 2     | Ungarn         |
| 3     | BR Jugoslawien |

### Frauen
| Platz | Land        |
| ----- | ----------- |
| 1     | Italien     |
| 2     | Niederlande |
| 3     | Australien  |